# Cukang Taneuh
Cukang Taneuh (pont de terre en sundanais), également appelé Green Canyon par les opérateurs en tourisme, est une gorge située dans le kabupaten de Pangandaran, dans la province de Java occidental en Indonésie.